# Граничак
Граничак (болг. Граничак) — село в Болгарии. Находится в Видинской области, входит в общину Белоградчик. Население составляет 17 человек.

## Политическая ситуация
Граничак подчиняется непосредственно общине и не имеет своего кмета.
Кмет (мэр) общины Белоградчик — Емил Евгениев Цанков (независимый) по результатам выборов.